# Terril Naye-à-Bois

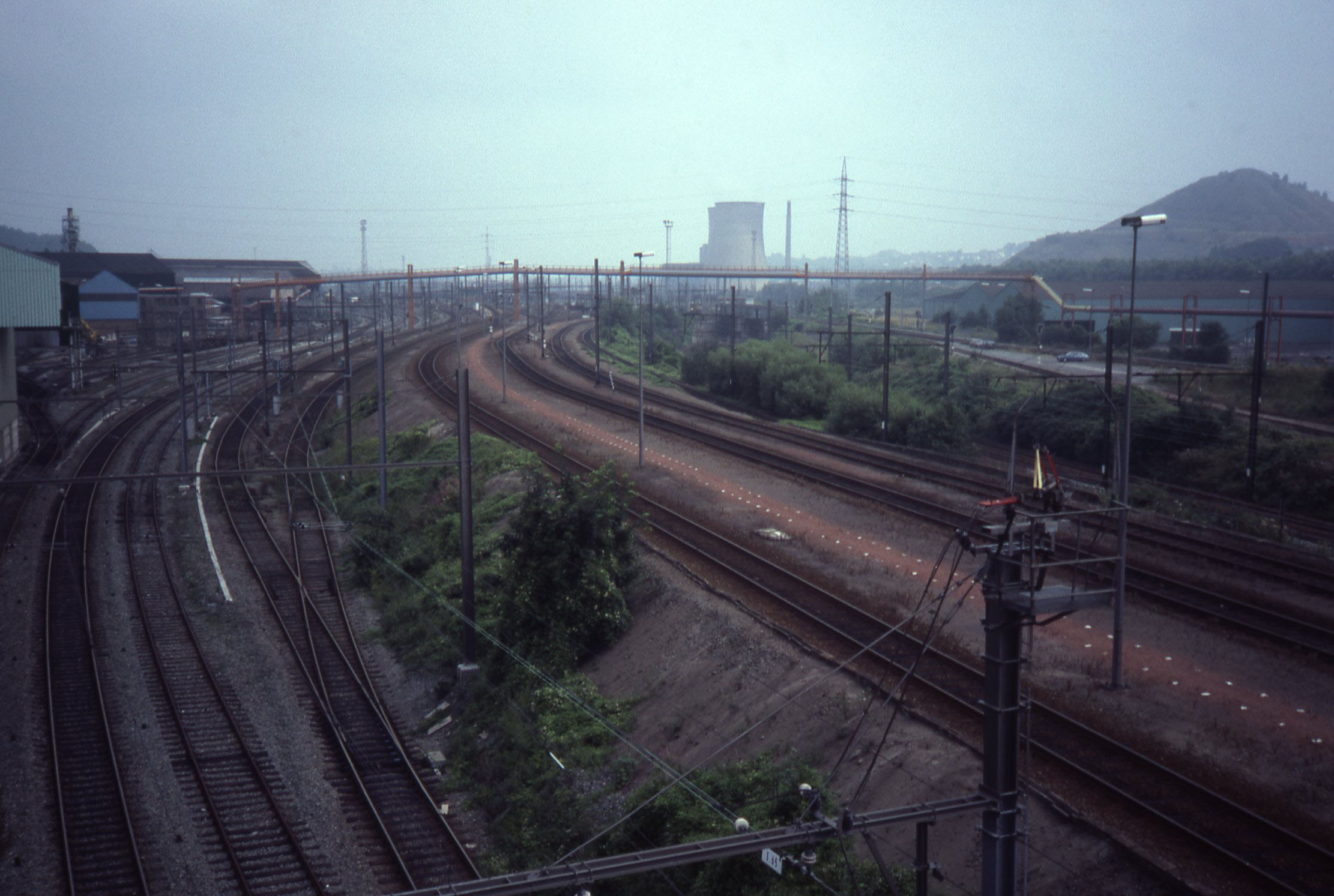
Rechts van de koeltorens de terril in 1983 (later afgevlakt)

De Terril Naye-à-Bois of Terril des Couloutes (Waals: Teri Nåye-a-Bwès; Teri des Coloûtes) is een steenberg gelegen op de grens van Roux met La Docherie (een buurt van Marchienne-au-Pont). Het Waalse woord couloûte betekent 'ringslang'. Het Kanaal Charleroi-Brussel en de spoorlijn Charleroi-Brussel met spoorwegemplacement liggen vlak bij de steenberg. Aan de voet ligt de elektriciteitscentrale van Roux met twee koeltorens.

## Geschiedenis
De steenberg Naye-à-Bois is een kunstmatige heuvel die sinds de 17e eeuw door het storten van steenafval wegens mijnbouwactivieiten is ontstaan. Deze slakkenberg stond in de 19e eeuw onder beheer van La société de Naye à Bois, een in 1862 opgerichte maatschappij van diverse mijnbouwondernemingen. In 1880 fuseerde deze met een aantal andere mijnen tot de Société Anonyme des Charbonnages d'Amercoeur. Ze verdween in de jaren zestig. 

## Natuur
Een klein moeras op de heuvel is de habitat van amfibieën. Ook zijn er bloemen en insecten.
- Knoopkruidschildwants
- Twee soorten lieveheersbeestjes
- Slangenkruidboktor
- Slangenkruidsnuitkever

Het moeras is de lichtblauwe vlek op deze kaart.

## Cultuur
In 2012 werden er opnames voor de film Au Cul du Loup gemaakt..

## Fotogalerij

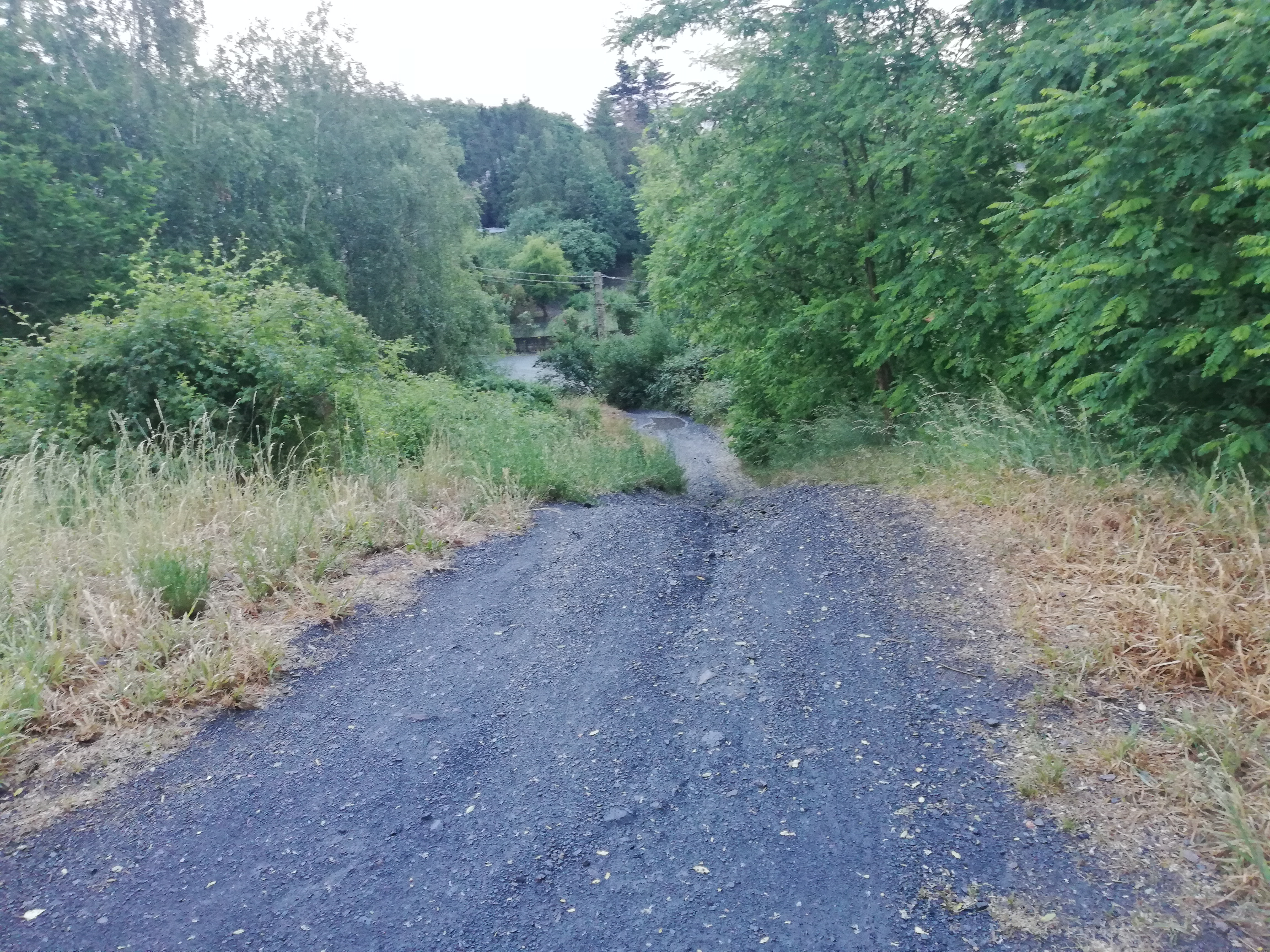
Een van de twee toegangen van de steenberg. Deze toegang is tamelijk steil.
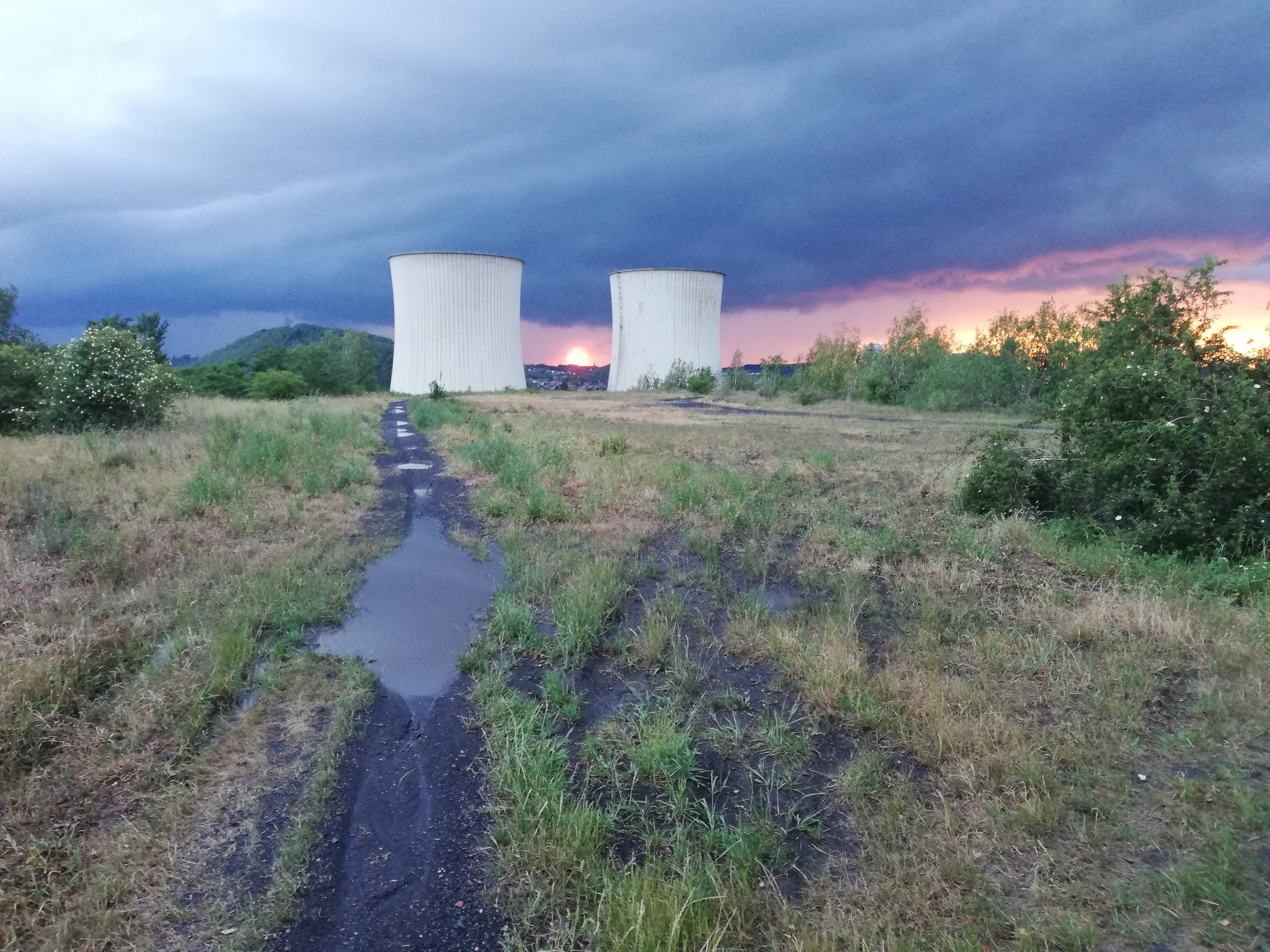
Uitzicht op de zonsondergang en de twee koeltorens van de elektriciteitscentrale van Roux.
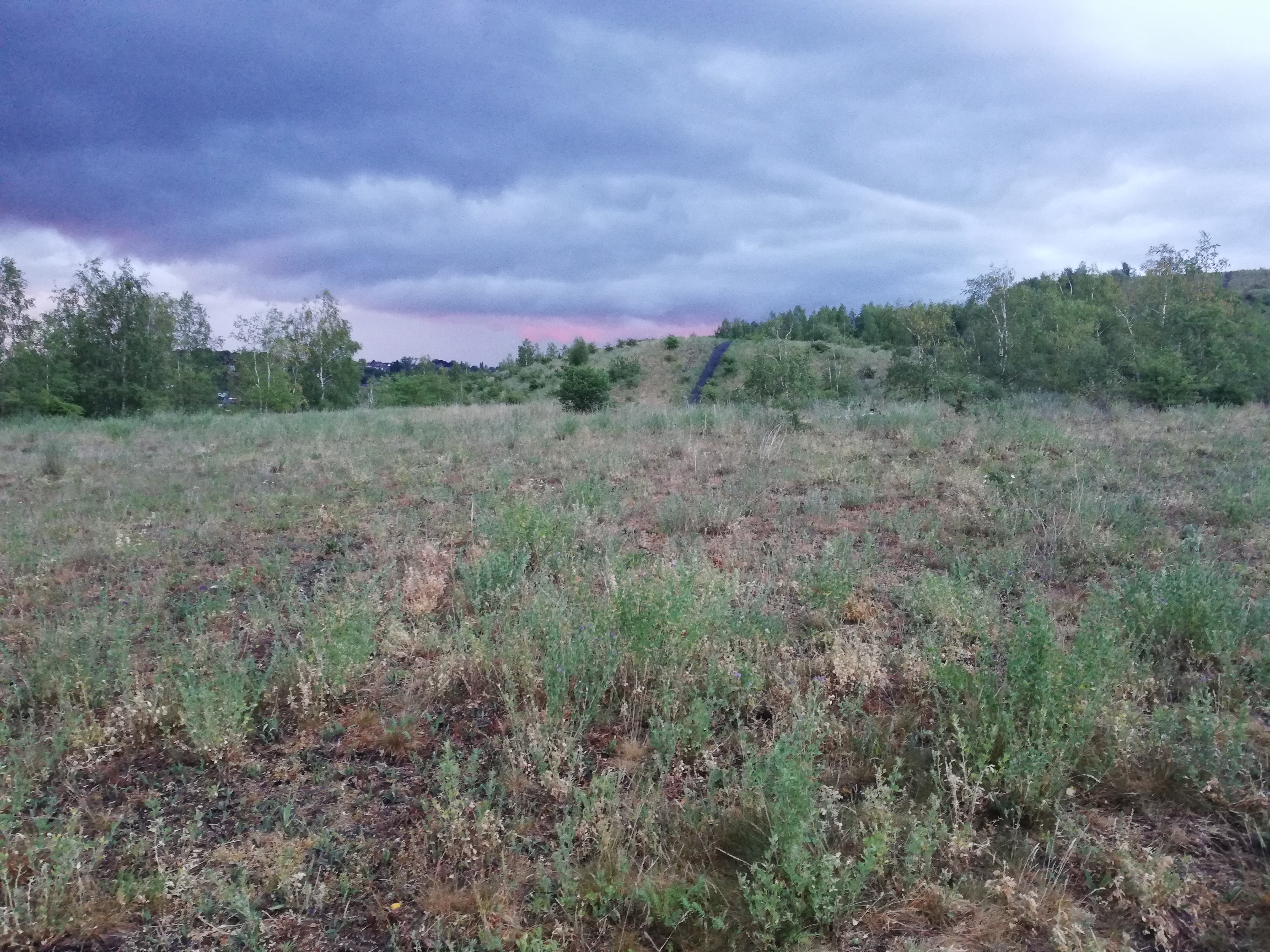
Uitzicht op de top van de steenberg.
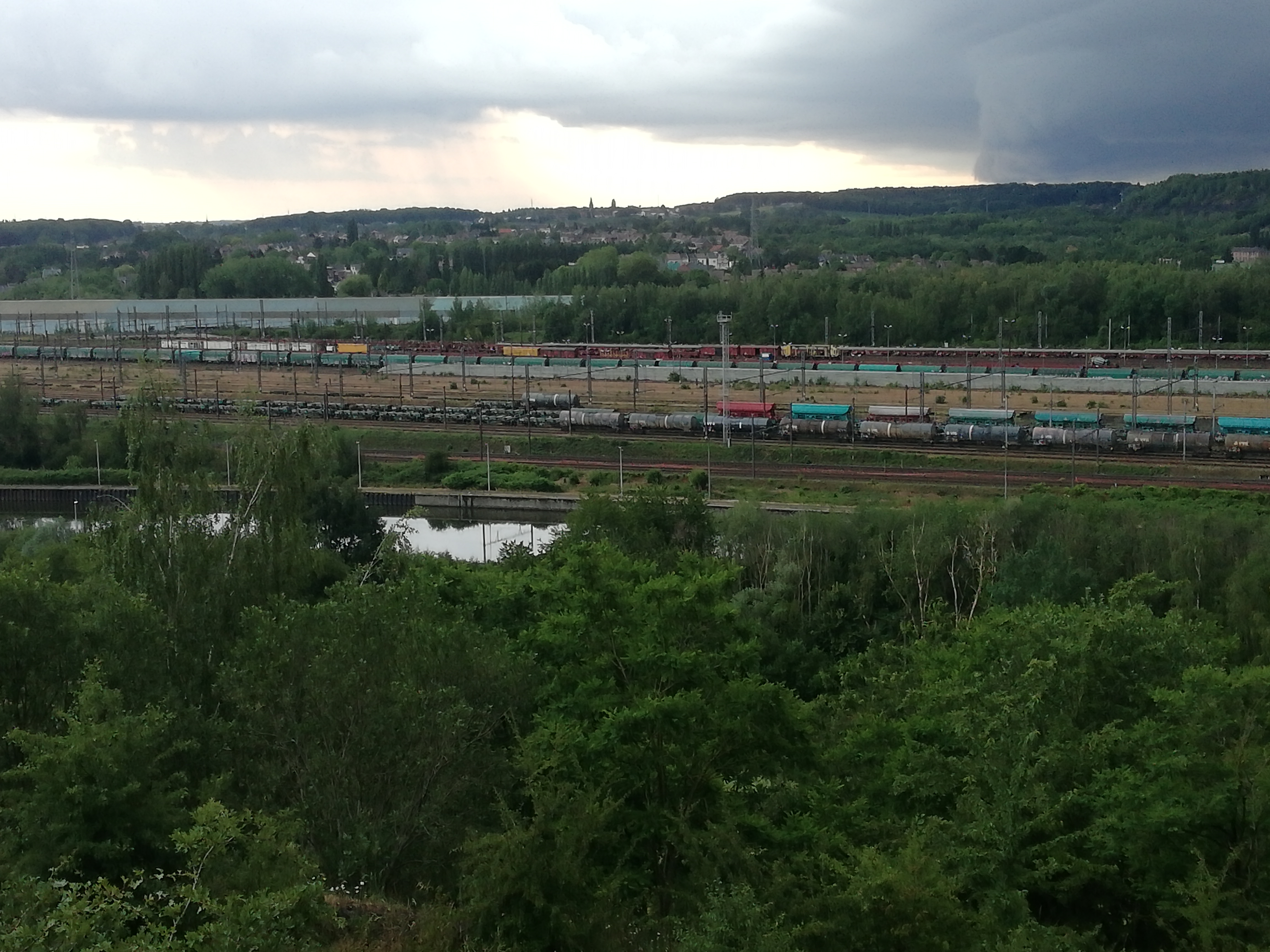
De steenberg ligt niet ver van de NMBS-lijn die Charleroi, Brussel en Antwerpen verbindt. In het midden ligt het Kanaal Charleroi-Brussel.

## Geografie

### Straten
Er zijn twee straten naar deze terril vernoemd. De Rue Naye-à-Bois, die de steenberg vanuit het zuidwesten omringt en sinds 2020 de Rue des Couloûdes in Roux, voorheen de Rue de Bayemont.